# Convention citoyenne sur les temps de l'enfant
Convention citoyenne sur la fin de vie
Palais d'Iéna
La Convention citoyenne sur les temps de l'enfant est une assemblée de citoyens française, constituée en juin 2025 par le Conseil économique, social et environnemental (CESE) sur demande du Premier ministre François Bayrou (gouvernement Bayrou).
Elle regroupe 130 citoyens tirés au sort parmi la population française, selon six critères : âge, sexe, catégorie socioprofessionnelle, typologie d’aire urbaine, niveau de diplôme et origine géographique.

## Origine et contexte
Le président de la République française Emmanuel Macron a annoncé le vendredi 2 mai, une nouvelle convention citoyenne sur "les temps de l'enfant" notamment à propos du temps de vacances et des horaires scolaires.